# Мобёж
Мобёж (фр. Maubeuge) — коммуна на севере Франции, регион О-де-Франс, департамент Нор, округ Авен-сюр-Эльп, центр одноимённого кантона. Расположена в 39 км к востоку от Валансьена и в 11 от границы с Бельгией, в 4 км от автомагистрали N2. Через город протекает река Самбра. В центре города находится железнодорожная станция Мобёж линии Крей-Жёмон.
Население (2017) — 29 944 человека.

## История
Город Мобёж образовался возле двойного монастыря (для монахов и монахинь), основанного в VII веке Святой Альдегундой. Позднее входил в состав провинции Эно. Мобёж неоднократно захватывался французами, а при французских королях Людовике XI, Франциске I и Генрихе II подвергался сожжению. Окончательно вошёл в состав Франции по Нимвегенскому миру во 2-й половине XVII столетия.
При короле Людовике XIV военным инженером Вобаном в Мобёже была построена крепость, которую безуспешно осаждали в 1793 году австрийцы.
В 1814 году, после победы антинаполеоновской коалиции, город на несколько лет стал местом размещения корпуса русских войск во главе с М. С. Воронцовым. По воспоминаниям русского мемуариста Ф. Ф. Вигеля, Мобёж стал на этот период «столицей Русской Франции».
В Первую мировую войну был осажден немецкими войсками в 1914 году.
Во время Второй мировой войны 90 % зданий исторического центра Мобёжа были разрушены немецкими оккупантами. Город был освобождён 2 сентября 1944 года американскими войсками.

## Достопримечательности
- Остатки крепостных стен и фортификационных сооружений XVII века, построенных Вобаном
- Современная церковь Святых Петра и Павла, построенная в 1955 году
- Церковь Нотр-Дам-дю-Тийёль
- Зоопарк

## Экономика
Мобёж является крупным центром металлургической и металлообрабатывающей промышленности. Здесь также развиты машиностроение и производство фарфоровой посуды. В районе Мобёжа на реке Самбра проложены каналы. Рядом с городом построен автомобильный завод фирмы Renault.
Структура занятости населения:
- сельское хозяйство — 0,1 %
- промышленность — 17,9 %
- строительство — 3,0 %
- торговля, транспорт и сфера услуг — 29,9 %
- государственные и муниципальные службы — 49,1%

Уровень безработицы (2017) — 34,7 % (Франция в целом — 13,4 %, департамент Нор — 17,6 %). 

Среднегодовой доход на 1 человека, евро (2017) — 15 120 (Франция в целом — 21 110, департамент Нор — 19 490).

## Демография
Динамика численности населения, чел.

## Администрация
Пост мэра Мобёжа с 2014 года занимает член партии Союз демократов и независимых Арно Деканьи (Arnaud Decagny), член Совета департамента Нор от кнатона Мобёж. На муниципальных выборах 2020 года возглавляемый им правый список победил во 2-м туре, получив 47,82 % голосов (из четырёх списков).
| Период | Период | Фамилия          | Партия                         | Примечания                                                                      |
| ------ | ------ | ---------------- | ------------------------------ | ------------------------------------------------------------------------------- |
| 1984   | 1989   | Жан-Клод Деканьи | Союз за французскую демократию | руководящий работник больницы, депутат Национального собрания                   |
| 1989   | 1995   | Ален Карпантье   | Социалистическая партия        | учитель, вице-президент Генерального совета департамента                        |
| 1995   | 2001   | Жан-Клод Деканьи | Союз за французскую демократию | руководящий работник больницы, депутат Национального собрания                   |
| 2001   | 2014   | Реми Повро       | Социалистическая партия        | вице-президент Генерального совета департамента, депутат Национального собрания |
| 2014   |        | Арно Деканьи     | Союз демократов и независимых  | финансовый директор, вице-президент Совета департамента                         |

## Города-побратимы
- Бискра, Алжир
- Вилворде, Бельгия
- Ратинген, Германия
- Бамако, Мали
- Варзазат, Марокко

## Знаменитые уроженцы
- Мабюз (Ян Госсарт) (1479—1532), нидерландский живописец, график и резчик по дереву
- Николо Реньери (1591—1667), художник, работавший в стиле барокко
- Эрик Дюпон-Моретти (1961), адвокат, министр юстиции Франции (с 2020)
- Камий Лу (1992), певица и актриса
- Бенжамен Павар (1996), французский футболист, чемпион мира 2018 года

## Галерея

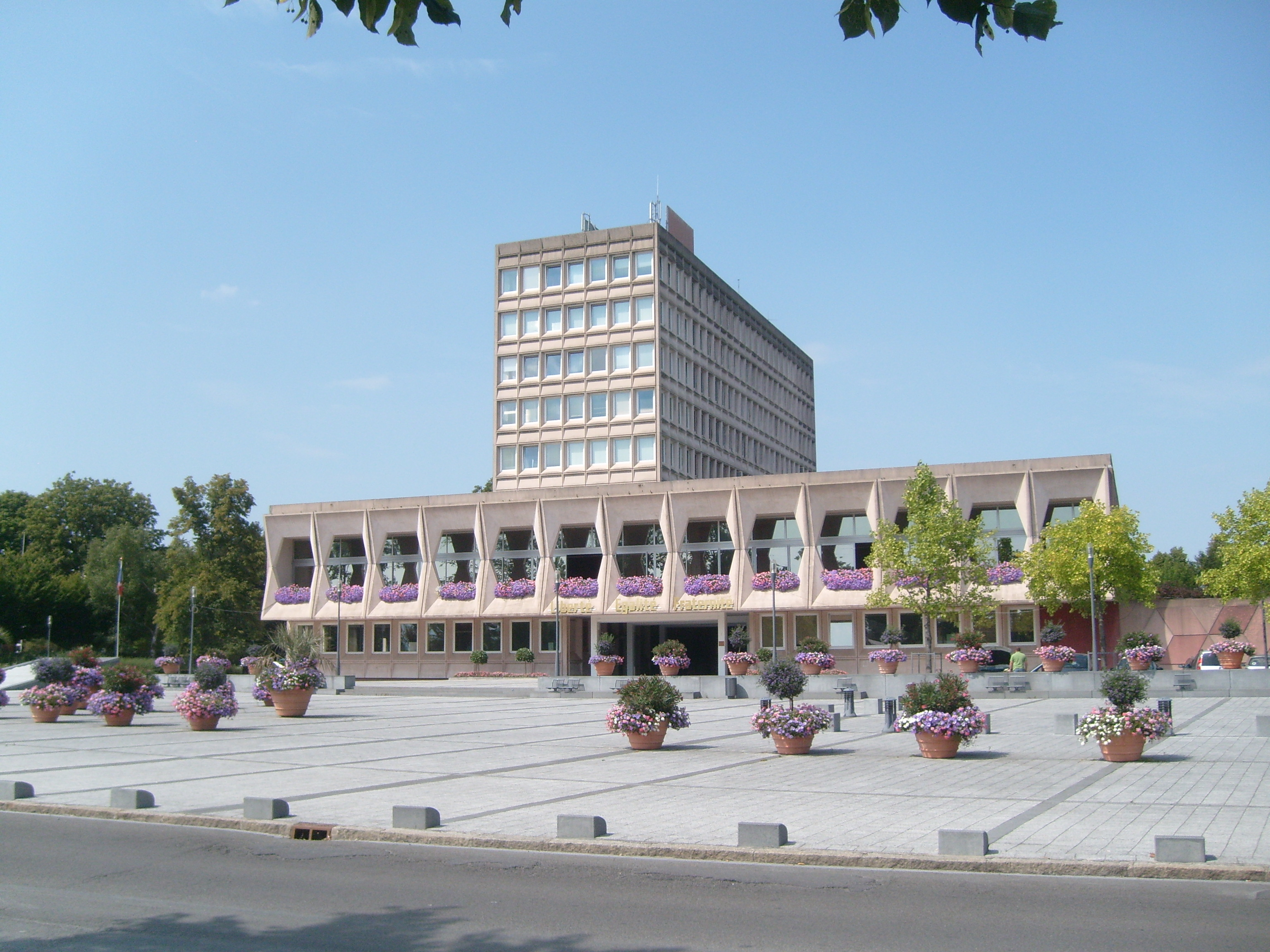
Мэрия
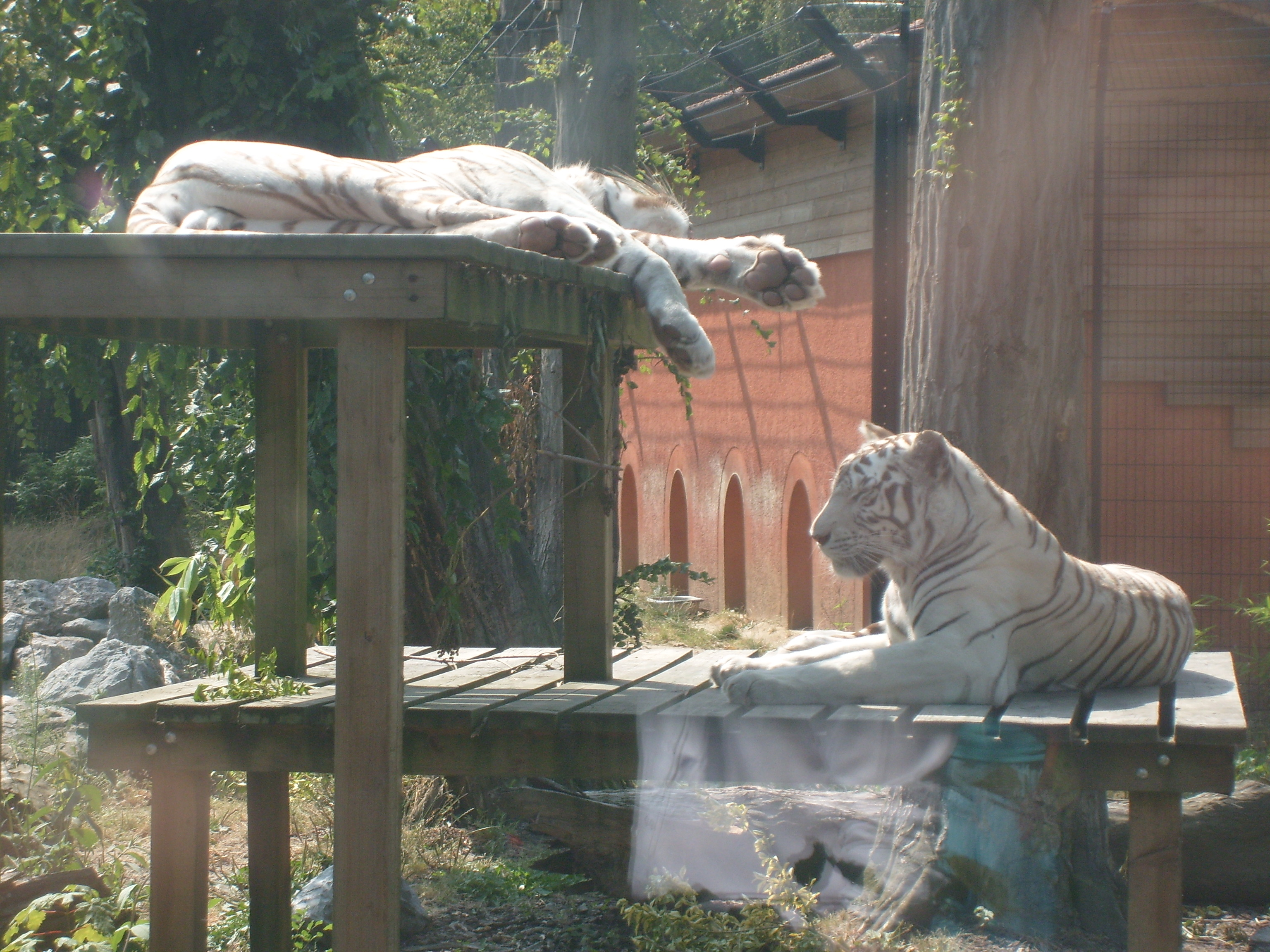
Белые тигры в зоопарке Мобёжа
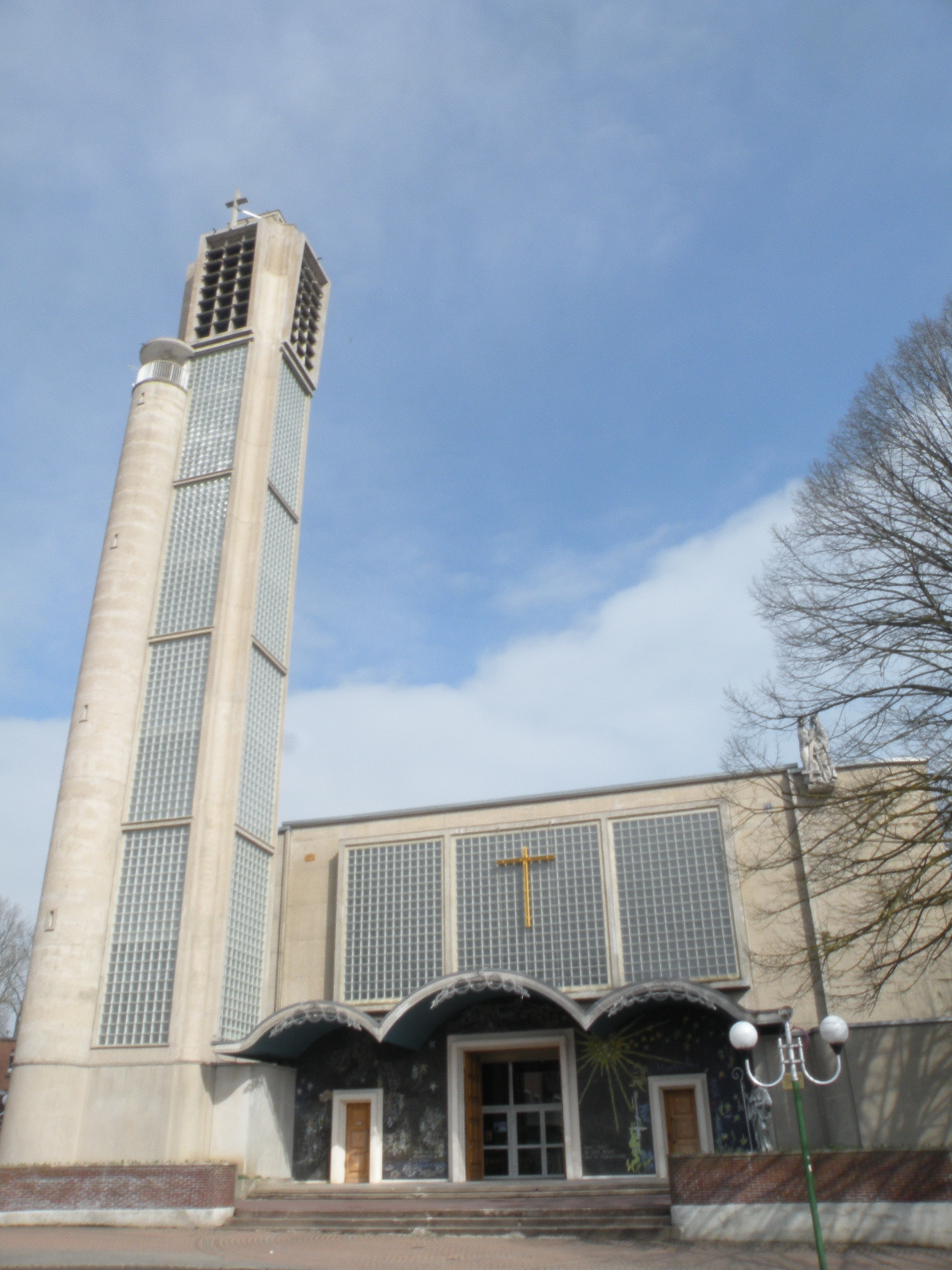
Церковь Святых Петра и Павла
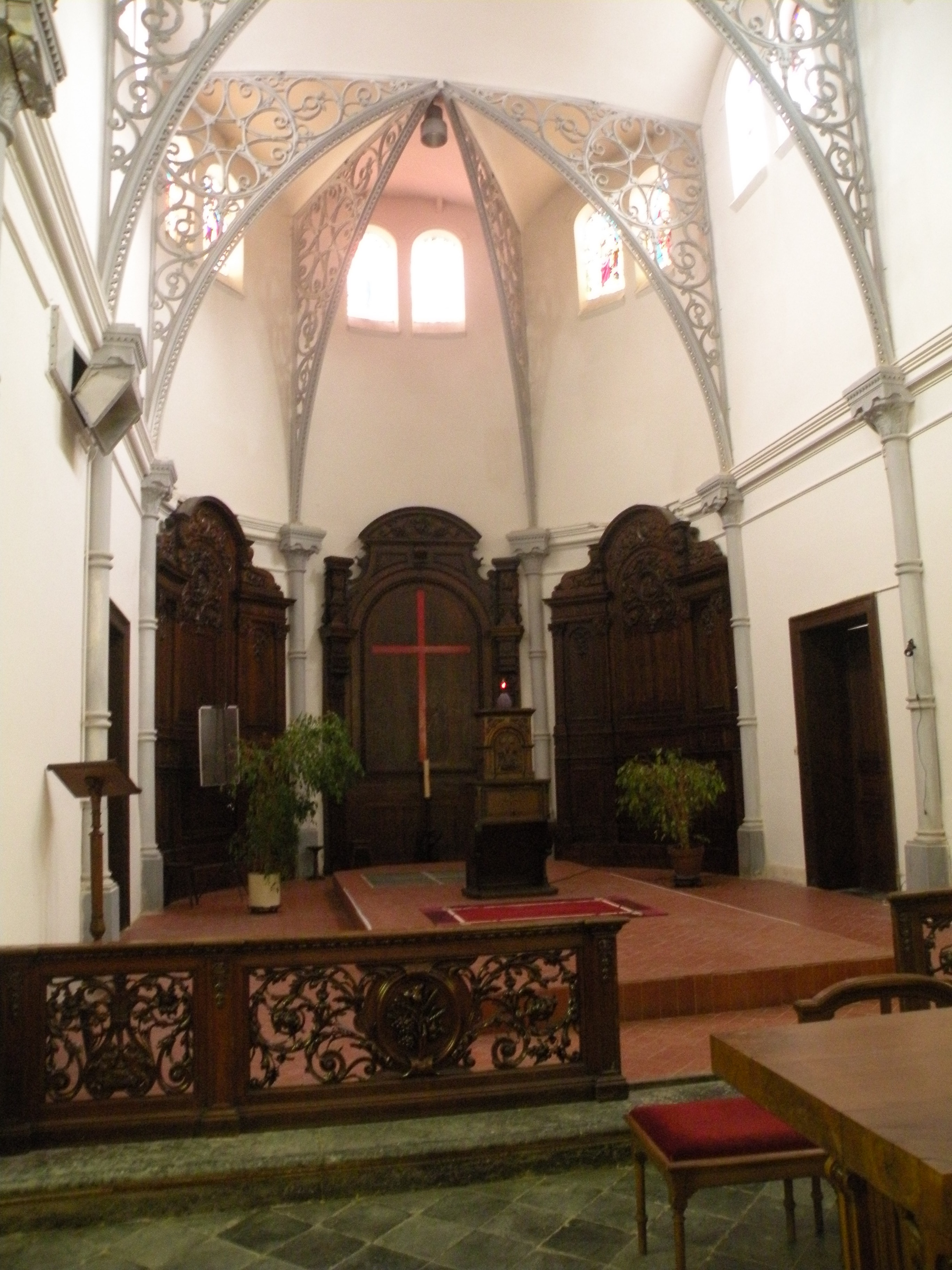
Интерьер церкви Нотр-Дам
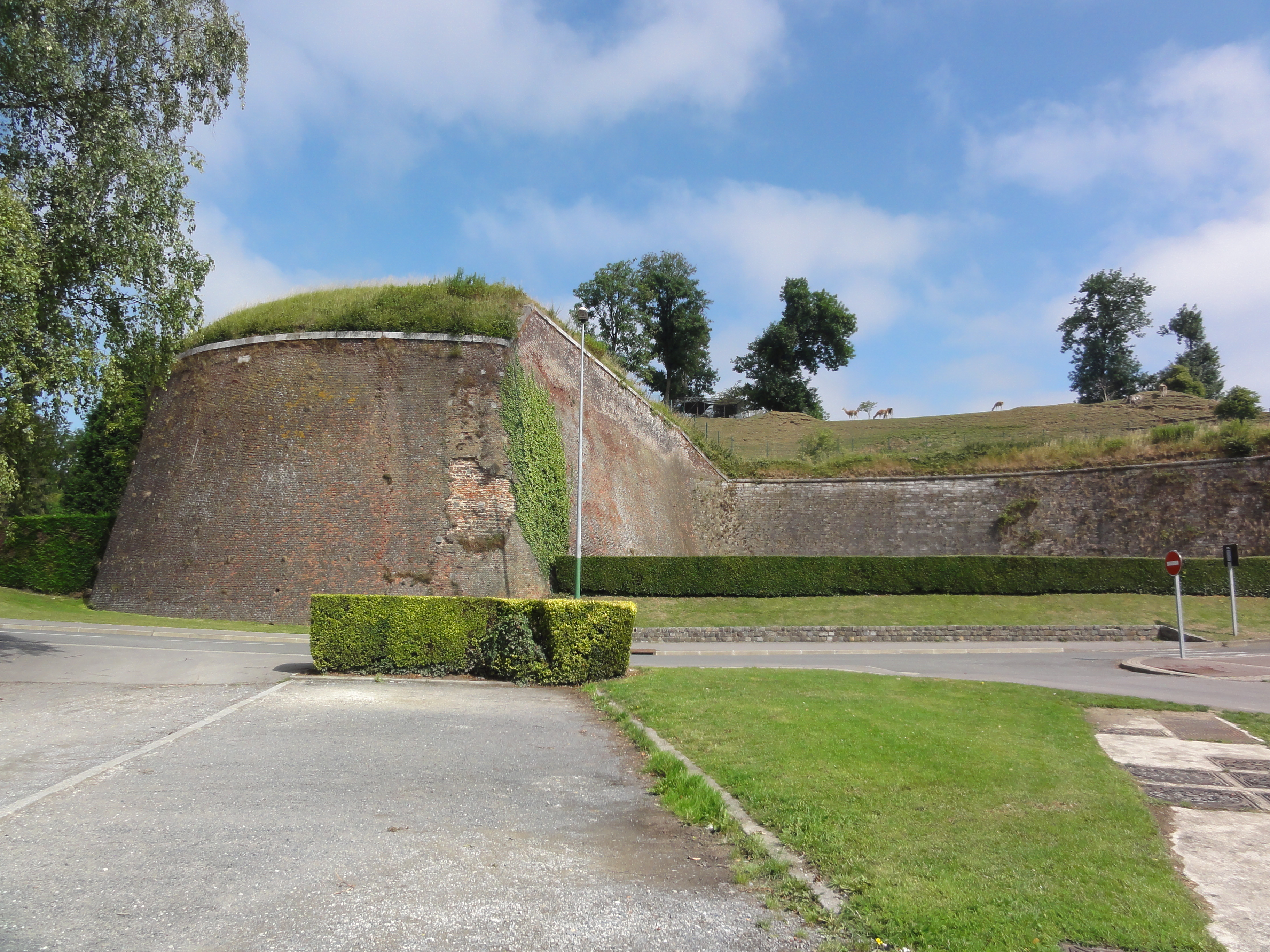
Цитадель
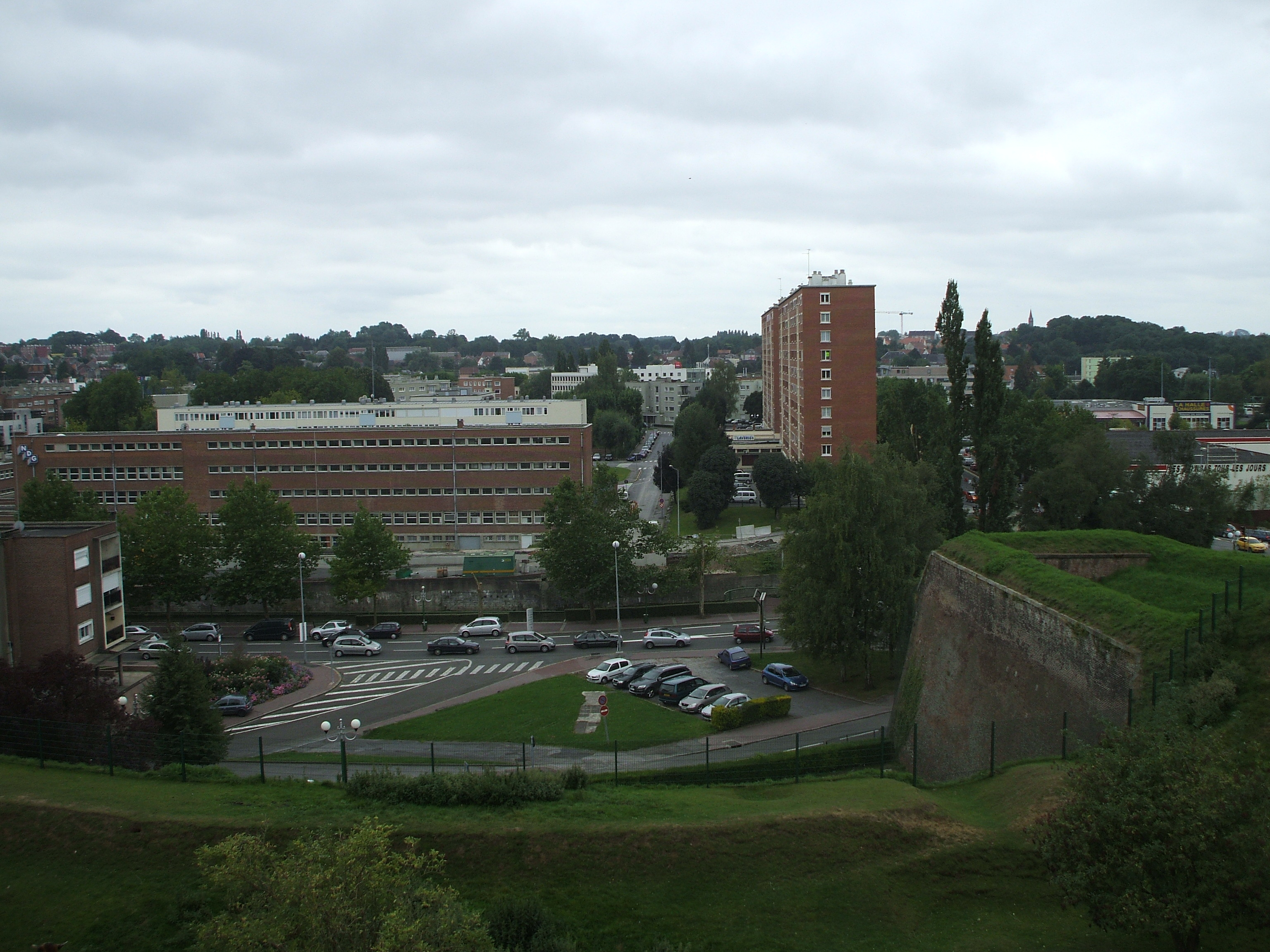
Панорама Мобёжа